# 纽贝里 (南卡罗来纳州)
纽贝里（英文：Newberry），是美国南卡罗来纳州下属的一座城市。城市类型是“City”。其面积大约为4.78平方英里（12.37平方公里）。根据2010年美国人口普查，该市有人口10,277人，人口密度约为每平方 英里2,151.35人（约合每平方公里830.67人）。